# Ministeri d'Economia, Comerç i Indústria del Japó
El Ministeri d'Economia, Comerç i Indústria del Japó (経済産業省 Keizai-sangyō-shō), també conegut per les seues sigles en anglés METI és un ministeri del Govern del Japó.
El ministeri és conegut pel seu ambient liberal i els funcionaris del mateix són reconeguts pel seu bon fer i excel·lència. És anomenat comunament com a "Agència de Recursos Humans" pels seus líders i buròcrates en el món polític.

## Història
El ministeri va ser creat durant la gran reforma del govern, el 6 de gener de 2001, fusionant allò que fins aleshores havia sigut el Ministeri de Comerç Internacional i Indústria del Japó i l'Agència de Planificació Econòmica.

## Llista de ministres
| #                                                        | Nom | Nom               | Inici mandat           | Fi mandat              | Partit polític | Partit polític             | Primer Ministre | Primer Ministre                |
| -------------------------------------------------------- | --- | ----------------- | ---------------------- | ---------------------- | -------------- | -------------------------- | --------------- | ------------------------------ |
| Ministre de Comerç Internacional i Indústria (1949-2001) |     |                   |                        |                        |                |                            |                 |                                |
| Ministre d'Economia, Comerç i Indústria (2001-2019)      |     |                   |                        |                        |                |                            |                 |                                |
| 1                                                        |     | Takeo Hiranuma    | 6 de gener de 2001     | 22 de setembre de 2003 |                | Partit Liberal Democràtic  |                 | Yoshirō Mori Junichiro Koizumi |
| 2                                                        |     | Shōichi Nakagawa  | 22 de setembre de 2003 | 31 d'octubre de 2005   |                | Partit Liberal Democràtic  |                 | Junichiro Koizumi              |
| 3                                                        |     | Toshihiro Nikai   | 31 d'octubre de 2005   | 26 de setembre de 2006 |                | Partit Liberal Democràtic  |                 | Junichiro Koizumi              |
| 4                                                        |     | Akira Amari       | 26 de setembre de 2006 | 2 d'agost de 2008      |                | Partit Liberal Democràtic  |                 | Shinzo Abe Yasuo Fukuda        |
| (3)                                                      |     | Toshihiro Nikai   | 2 d'agost de 2008      | 16 de setembre de 2009 |                | Partit Liberal Democràtic  |                 | Yasuo Fukuda Tarō Asō          |
| 5                                                        |     | Masayuki Naoshima | 16 de setembre de 2009 | 17 de setembre de 2010 |                | Partit Democràtic del Japó |                 | Yukio Hatoyama Naoto Kan       |
| 6                                                        |     | Akihiro Ōhata     | 17 de setembre de 2010 | 14 de gener de 2011    |                | Partit Democràtic del Japó |                 | Naoto Kan                      |
| 7                                                        |     | Banri Kaieda      | 14 de gener de 2011    | 2 de setembre de 2011  |                | Partit Democràtic del Japó |                 | Naoto Kan                      |
| 8                                                        |     | Yoshio Hachiro    | 2 de setembre de 2011  | 11 de setembre de 2011 |                | Partit Democràtic del Japó |                 | Yoshihiko Noda                 |
| 9                                                        |     | Yukio Edano       | 12 de setembre de 2011 | 26 de desembre de 2012 |                | Partit Democràtic del Japó |                 | Yoshihiko Noda                 |
| 10                                                       |     | Toshimitsu Motegi | 26 de desembre de 2012 | 3 de setembre de 2014  |                | Partit Liberal Democràtic  |                 | Shinzo Abe                     |
| 11                                                       |     | Yūko Obuchi       | 3 de setembre de 2014  | 21 d'octubre de 2014   |                | Partit Liberal Democràtic  |                 | Shinzo Abe                     |
| 12                                                       |     | Yōichi Miyazawa   | 21 d'octubre de 2014   | 7 d'octubre de 2015    |                | Partit Liberal Democràtic  |                 | Shinzo Abe                     |
| 13                                                       |     | Motoo Hayashi     | 7 d'octubre de 2015    | 3 d'agost de 2016      |                | Partit Liberal Democràtic  |                 | Shinzo Abe                     |
| 14                                                       |     | Hiroshige Sekō    | 3 d'agost de 2016      | 11 de setembre de 2019 |                | Partit Liberal Democràtic  |                 | Shinzō Abe                     |
| 15                                                       |     | Isshū Sugawara    | 11 de setembre de 2019 | Present                |                | Partit Liberal Democràtic  |                 | Shinzō Abe                     |
| [ 1 ]                                                    |     |                   |                        |                        |                |                            |                 |                                |